# Маруся Любчева
Маруся Иванова Любчева е български политик, народен представител в XL народно събрание от Коалиция за България, евродепутат в периодите 2007 — 2009 и 2013 — 2014 от Партия на европейските социалисти.

## Биография
Завършва образованието си с професионална квалификация „инженер-химик“, специалност „Технология на полимерите“. От 1972 г. е докторант в бургаския Висшия химикотехнологичен институт „Проф. д-р Асен Златаров“. През 1977 г. става кандидат на техническите науки (днес: доктор) и има над 50 научни публикации в реферирани списания, в националния и местния печат.
В периода между 1977 и 1987 г. е научен сътрудник. Доцент от 1987. От 1989 до 1991 г. е декан на Отделението по следдипломна квалификация в университет „Проф.д-р Асен Златаров“. Била е декан на Факултет „Органични химични технологии“ от 1991 до 1993. След това до 1995 г. е ръководител на Катедра „Материалознание“.
От 1991 до 1995 г. е бургаски общински съветник. От 1995 до 2005 г. е заместник-кмет на Община Бургас. Член на Общинския съвет на БСП от 2003 г. до 2006 г. От 2005 г. е депутат от „Коалиция за България“ в XL народно събрание. На 1 януари 2007 г. става член на Европейския парламент от България до 2009. От 2013 до 2014 отново е евродепутат.

## Парламентарна дейност
Доц. Маруся Любчева е член на 4 комисии в Европейския парламент: Комисията по международна търговия, Комисията по бюджетен контрол (пълноправен член), и Комисията по бюджети и Комисията по правата на жените и равенството между половете (заместник-член). Тя е член и на Делегацията в комитетите за парламентарно сътрудничество „ЕС – Казахстан“, „ЕС – Киргизстан“ и „ЕС – Узбекистан“ и за връзки с Таджикистан, Туркменистан и Монголия и заместник-член в Делегацията в Комитета за парламентарно сътрудничество „ЕС – Украйна“.